# Chuột chù Greenwood
Chuột chù Greenwood, tên khoa học Crocidura greenwoodi, là một loài động vật có vú trong họ Chuột chù, bộ Soricomorpha. Loài này được Heim de Balsac mô tả năm 1966. Chúng là loài đặc hữu của Somali.